# シーラ・ラーケン
ヒュール （Marteen Huell ,1944年2月24日―）はアメリカ合衆国の女優である。テレビドラマ『Xファイル』でスカリー捜査官の母親、マーガレット・スカリーを演じたことで知られている。夫はテレビドラマのプロデューサーとして活動するR・W・グッドウィンである。
2016年に放送される予定の『Xファイル』のミニシリーズにも出演した。

## 出演作品

### テレビ映画
- 洞窟探検 Cave In! (1979)
- 仮面の顔/ほんとうの顔 Behind the Mask (1999)

### テレビドラマ
- ボナンザ Bonanza (1967)
- スパイのライセンス It Takes a Thief (1968)
- ドクター・ウェルビー Marcus Welby, M.D. (1969)
- ハワイ5-0 Hawaii Five-0 (1969)
- 外科医ギャノン Medical Center (1969-1973) 計6話に出演
- ガンスモーク Gunsmoke (1969,1972) 計2話に出演
- 刑事スタスキー&ハッチ Starsky and Hutch (1975)
- 名探偵ジョーンズ Barnaby Jones (1975-1977) 計3話に出演
- 超人ハルク The Incredible Hulk (1978,1980) 計2話に出演
- ダラス Dallas (1979)
- Dr.トラッパー/サンフランシスコ病院 Trapper John, M.D. (1979,1983) 計2話に出演
- L.A.ロー 七人の弁護士 L.A. Law (1987) シーズン2第5話「人間達の絆」に出演
- 天才少年ドギー・ハウザー Doogie Howser, M.D. (1990)
- Xファイル The X-files (1994-2002) 計16話に出演
- ザ・コミッシュ The Commish (1995)